# 共伴
共伴（きょうはん、英：in association with,associated with,co-occur with ）とは、考古学において、異なる種類ないしは性格の遺物が同じ遺構から一緒に出土することをいう。

## 概要
たまたま物理的に一緒にひとつの遺構から出土したのか、遺構のなかで何らかの意味を持って出土したのか、それとも壊れにくい遺物で伝世した結果、その遺構で確認されたのかという問題はあるが、共伴資料、共伴遺物は、考古学上の編年、つまり遺物の年代的位置づけを行うのに貴重な資料となる。
つまり、同じ墓から出土した陶磁器は、同じ時期に使用されていたことになり、同じ年代のものである可能性が大きくなる。同じ住居跡から出土した土師器と須恵器は比較的壊れやすいことから同じ時期か近い時期のものと考えられる。焼失住居で、年輪の年代がわかる木材が良好に残っていれば、その土器の年代がさらに絞られる。また、マヤ文明の王墓などで壁画などに長期暦の日付けが描かれている墓から出土した土器は、その日付けの示す年代が王の死亡した日などを示すならば、それ以前に生産されて使用されていたことがわかる、またその墓から貝を使用した楽器が出土したり、遺物同士の配置などその組み合わせから当時のものの考え方を知るタイムカプセルになりうるなど考古学上貴重な資料となるのが共伴資料である。考古学者が一番目の色を変えて探す資料といえる。